# Élections sénatoriales de 2023 dans la Seine-Saint-Denis
Les élections sénatoriales dans la Seine-Saint-Denis ont lieu le dimanche 24 septembre 2023. Elles ont pour but d'élire les sénateurs représentant le département au Sénat pour un mandat de six années.

## Contexte départemental
Lors des élections sénatoriales de 2017 dans la Seine-Saint-Denis, six sénateurs ont été élus selon un mode de scrutin proportionnel : un UDI, deux PCF, deux LR et un PS.

## Sénateurs sortants
| Sénateur | Sénateur                 | Parti | Fonctions lors de l'élection en 2017                                 |
| -------- | ------------------------ | ----- | -------------------------------------------------------------------- |
|          | Éliane Assassi           | PCF   | Sénatrice sortante                                                   |
|          | Fabien Gay               | PCF   | Conseiller municipal du Blanc-Mesnil                                 |
|          | Gilbert Roger            | PS    | Sénateur sortant                                                     |
|          | Vincent Capo-Canellas    | UDI   | Sénateur sortant, maire du Bourget                                   |
|          | Thierry Meignen          | LR    | Conseiller régional, conseiller départemental, maire du Blanc-Mesnil |
|          | Annie Delmont-Koropoulis | LR    | Adjointe au maire d'Aulnay-sous-Bois                                 |

## Présentation des listes et des candidats

### Liste Rassemblement national conduite par Sébastien Jolivet
| N° | Candidats | Candidats         | Parti | Nuance | Principales fonctions |
| -- | --------- | ----------------- | ----- | ------ | --------------------- |
| 01 |           | Sébastien Jolivet | RN    | RN     |                       |
| 02 |           | Colette Lévêque   | RN    | RN     |                       |
| 03 |           | Luc Colomas       | RN    | RN     |                       |
| 04 |           | Renée Joly        | RN    | RN     |                       |
| 05 |           | Julien Grazioli   | RN    | RN     |                       |
| 06 |           | Monique Trova     | RN    | RN     |                       |
|    |           |                   |       |        |                       |
| 07 |           | Éric Kozelko      | RN    | RN     |                       |
| 08 |           | Valérie Cottereau | RN    | RN     |                       |

### Liste Les Républicains conduite par Thierry Meignen
| N° | Candidats | Candidats          | Parti | Nuance | Principales fonctions                                            |
| -- | --------- | ------------------ | ----- | ------ | ---------------------------------------------------------------- |
| 01 |           | Thierry Meignen    | LR    | LR     | Sénateur sortant, conseiller municipal du Blanc-Mesnil           |
| 02 |           | Séverine Maroun    | LR    | LR     | Conseillère départementale, adjointe au maire d'Aulnay-sous-Bois |
| 03 |           | Christian Demuynck | LR    | LR     | Maire de Neuilly-Plaisance                                       |
| 04 |           | Brigitte Marsigny  | LR    | LR     | Maire de Noisy-le-Grand                                          |
| 05 |           | Riad Mahmoud       |       | LR     | Adjoint au maire de Villemomble                                  |
| 06 |           | Bénédicte Aubry    | LR    | LR     | Adjointe au maire de Gagny                                       |
|    |           |                    |       |        |                                                                  |
| 07 |           | Stephen Hervé      | LR    | LR     | Conseiller régional, maire de Bondy                              |
| 08 |           | Ling Lenzi         |       | LR     | Adjointe au maire d'Aubervilliers                                |

### Liste Divers gauche conduite par Ahmed Laouedj
| N° | Candidats | Candidats             | Parti | Nuance | Principales fonctions                     |
| -- | --------- | --------------------- | ----- | ------ | ----------------------------------------- |
| 01 |           | Ahmed Laouedj         | PRG   | RDG    |                                           |
| 02 |           | Madioula Aïdara-Diaby |       | DVG    | Adjointe au maire de L'Île-Saint-Denis    |
| 03 |           | Jean-François Clerc   | PRG   | RDG    | Adjoint au maire de Saint-Ouen-sur-Seine  |
| 04 |           | Nabila Djebbari       | AEC   | DVG    | Conseillère municipale d'Aubervilliers    |
| 05 |           | El Ouahhab Arbaoui    | PRG   | RDG    | Conseiller municipal de Vaujours          |
| 06 |           | Emma Gonzalez Suarez  | PRG   | RDG    | Adjointe au maire de Pantin               |
|    |           |                       |       |        |                                           |
| 07 |           | Mohamed Yenbou        | PRG   | RDG    | Conseiller municipal du Pré Saint-Gervais |
| 08 |           | Elhame Chair          | PRG   | DVG    | Adjointe au maire de Bagnolet             |

### Liste Union de la gauche conduite par Corinne Narassiguin
| N° | Candidats | Candidats            | Parti | Nuance | Principales fonctions                                    |
| -- | --------- | -------------------- | ----- | ------ | -------------------------------------------------------- |
| 01 |           | Corinne Narassiguin  | PS    | SOC    |                                                          |
| 02 |           | Adel Ziane           | PS    | SOC    | Adjoint au maire de Saint-Ouen-sur-Seine                 |
| 03 |           | Anne de Rugy         | EÉLV  | VEC    | Conseillère municipale de Bagnolet                       |
| 04 |           | Daniel Guiraud       | PS    | SOC    | Conseiller départemental, conseiller municipal des Lilas |
| 05 |           | Françoise Kern       | PS    | SOC    | Adjointe au maire de Pantin                              |
| 06 |           | Kader Chibane        | EÉLV  | VEC    | Conseiller régional, conseiller municipal de Saint-Denis |
|    |           |                      |       |        |                                                          |
| 07 |           | Émilie Trigo         | PS    | SOC    | Adjointe au maire de Bagnolet                            |
| 08 |           | Fériel Goulamhoussen | PS    | SOC    | Conseiller municipal de Noisy-le-Grand                   |

### Liste Divers centre conduite par Vincent Capo-Canellas
| N° | Candidats | Candidats             | Parti | Nuance | Principales fonctions                                            |
| -- | --------- | --------------------- | ----- | ------ | ---------------------------------------------------------------- |
| 01 |           | Vincent Capo-Canellas | UDI   | UDI    | Sénateur sortant, Questeur du Sénat, Maire honoraire du Bourget. |
| 02 |           | Aude Lagarde          | UDI   | UDI    | Maire de Drancy, Conseillère départementale.                     |
| 03 |           | Pierre-Yves Martin    | HOR   | DVD    | Maire de Livry-Gargan, Conseiller départemental.                 |
| 04 |           | Patricia Fitamant     | RE    | REN    | Adjointe au maire de Villemomble.                                |
| 05 |           | Patrice Konieczny     | UDI   | DVC    | Adjoint au maire d'Épinay-sur-Seine.                             |
| 06 |           | Mizgin Ozhan          | UDI   | UDI    | Adjointe au maire d'Aubervilliers.                               |
|    |           |                       |       |        |                                                                  |
| 07 |           | Fabrice Le Floch      | MOD   | DVC    | Adjoint au maire de Rosny-sous-Bois.                             |
| 08 |           | Souad Terki           | HOR   | HOR    | Conseillère municipale d’opposition de Noisy-le-Sec.             |

### Liste Écologiste conduite par Géraldine Dauvergne
| N° | Candidats | Candidats             | Parti | Nuance | Principales fonctions                     |
| -- | --------- | --------------------- | ----- | ------ | ----------------------------------------- |
| 01 |           | Géraldine Dauvergne   | GE    | ECO    |                                           |
| 02 |           | Valentin Silouangkhot | Volt  | ECO    |                                           |
| 03 |           | Catherine Chevauché   | GE    | ECO    | Conseillère municipale d'Épinay-sur-Seine |
| 04 |           | Maël Dieye            | GE    | ECO    |                                           |
| 05 |           | Charlotte Le Provost  | GE    | ECO    | Conseillère municipale de Noisy-le-Sec    |
| 06 |           | Arnaud Assié          | GE    | ECO    |                                           |
|    |           |                       |       |        |                                           |
| 07 |           | Carole Simon          | GE    | ECO    |                                           |
| 08 |           | Thomas Ducasse        | GE    | ECO    |                                           |

### Liste Divers centre conduite par Brahim Chikhi
| N° | Candidats | Candidats           | Parti | Nuance | Principales fonctions               |
| -- | --------- | ------------------- | ----- | ------ | ----------------------------------- |
| 01 |           | Brahim Chikhi       | PRV   | DVC    | Conseiller municipal de Saint-Denis |
| 02 |           | Louis Bouarroudj    |       | DVC    |                                     |
| 03 |           | Jean-Pierre Fromont | PRV   | DVC    |                                     |
| 04 |           | Nadia Houacine      |       | DVC    |                                     |
| 05 |           | Rémy Lagadec        |       | DVC    |                                     |
| 06 |           | Assia Rabhi         |       | DVC    |                                     |
|    |           |                     |       |        |                                     |
| 07 |           | Mustapha Bensalah   | PRV   | DVC    |                                     |
| 08 |           | Raja Abadli         |       | DVC    |                                     |

### Liste Parti communiste français conduite par Fabien Gay
| N° | Candidats | Candidats         | Parti | Nuance | Principales fonctions                                  |
| -- | --------- | ----------------- | ----- | ------ | ------------------------------------------------------ |
| 01 |           | Fabien Gay        | PCF   | COM    | Sénateur sortant, conseiller municipal du Blanc-Mesnil |
| 02 |           | Nathalie Simonnet | PCF   | COM    |                                                        |
| 03 |           | Abdel Sadi        | PCF   | COM    | Maire de Bobigny, conseiller départemental             |
| 04 |           | Alexie Lorca      |       | COM    | Adjointe au maire de Montreuil                         |
| 05 |           | Nuno Martins      | G.s   | COM    |                                                        |
| 06 |           | Sofia Boutrih     | PCF   | COM    | Conseillère municipale de Saint-Denis                  |
|    |           |                   |       |        |                                                        |
| 07 |           | Stéphane Blanchet |       | COM    | Maire de Sevran                                        |
| 08 |           | Serena Yahmi      |       | COM    | Conseillère municipale de Noisy-le-Sec                 |

### Liste Divers gauche conduite par Nasteho Aden
| N° | Candidats | Candidats       | Parti | Nuance | Principales fonctions |
| -- | --------- | --------------- | ----- | ------ | --------------------- |
| 01 |           | Nasteho Aden    |       | DVG    |                       |
| 02 |           | Benoit Menard   |       | DVG    |                       |
| 03 |           | Dieynaba Sy     |       | DVG    |                       |
| 04 |           | Romain Potel    |       | DVG    |                       |
| 05 |           | Lynda Fekiri    |       | DVG    |                       |
| 06 |           | Markeins Pierre |       | DVG    |                       |
|    |           |                 |       |        |                       |
| 07 |           | Diaara Traoré   |       | DVG    |                       |
| 08 |           | Ludovic Kamguem |       | DVG    |                       |

### Liste France insoumise conduite par Bally Bagayoko
| N° | Candidats | Candidats         | Parti | Nuance | Principales fonctions                       |
| -- | --------- | ----------------- | ----- | ------ | ------------------------------------------- |
| 01 |           | Bally Bagayoko    | LFI   | FI     |                                             |
| 02 |           | Pilar Serra       | LFI   | FI     | Adjointe au maire de Romainville            |
| 03 |           | Guillaume Lescaut | LFI   | FI     |                                             |
| 04 |           | Karima Amarouche  | LFI   | FI     |                                             |
| 05 |           | Vincent Pruvost   | DVG   | FI     | Adjoint au maire de Romainville             |
| 06 |           | Françoise Celati  | LFI   | FI     | Conseillère municipale à Noisy-le-Sec       |
|    |           |                   |       |        |                                             |
| 07 |           | Jean-Michel Rabel | LFI   | FI     |                                             |
| 08 |           | Delphine Debord   | LFI   | FI     | Conseillère municipale au Pré-Saint-Gervais |

### Liste Divers droite conduite par Pierre-Marie Salle
| N° | Candidats | Candidats                | Parti | Nuance | Principales fonctions          |
| -- | --------- | ------------------------ | ----- | ------ | ------------------------------ |
| 01 |           | Pierre-Marie Salle       | MC    | DVD    | Conseiller municipal du Raincy |
| 02 |           | Myriam Dibundu-Bordreuil | VIA   | DVD    |                                |
| 03 |           | Gilles Bléry             | REC   | DVD    |                                |
| 04 |           | Dayna Zeghari            |       | DVD    |                                |
| 05 |           | Maximilien Magnier       | REC   | DVD    |                                |
| 06 |           | Yveline Méline           |       | DVD    |                                |
|    |           |                          |       |        |                                |
| 07 |           | Michel Bihouée           | REC   | DVD    |                                |
| 08 |           | Nadine Morel             | LR    | DVD    |                                |

## Résultats
| Tête de liste                                                     | Tête de liste            | Liste                    | Voix  | %     | Sièges | +/-           |
| ----------------------------------------------------------------- | ------------------------ | ------------------------ | ----- | ----- | ------ | ------------- |
|                                                                   | Corinne Narassiguin      | PS - EÉLV - PP           | 535   | 22,85 | 2      | 1             |
| La gauche et les écologistes rassemblés pour la Seine-Saint-Denis |                          |                          | 535   | 22,85 | 2      | 1             |
|                                                                   | Thierry Meignen          | LR                       | 494   | 21,1  | 1      | 1             |
| Tous unis pour la Seine-Saint-Denis                               |                          |                          | 494   | 21,1  | 1      | 1             |
|                                                                   | Vincent Capo-Canellas    | UDI - HOR - MOD - RE     | 428   | 18,28 | 1      | en stagnation |
| Rassemblement pour nos villes                                     |                          |                          | 428   | 18,28 | 1      | en stagnation |
|                                                                   | Fabien Gay               | PCF - G.s                | 418   | 17,86 | 1      | 1             |
| Résister, proposer et agir, la Seine-Saint-Denis en commun        |                          |                          | 418   | 17,86 | 1      | 1             |
|                                                                   | Ahmed Laouedj            | PRG - AEC                | 253   | 10,81 | 1      | 1             |
| La confiance en l'avenir                                          |                          |                          | 253   | 10,81 | 1      | 1             |
|                                                                   | Bally Bagayoko           | LFI                      | 75    | 3,20  | 0      | en stagnation |
| Seine-Saint-Denis Union populaire écologique et sociale           |                          |                          | 75    | 3,20  | 0      | en stagnation |
|                                                                   | Sébastien Jolivet        | RN                       | 53    | 2,26  | 0      | en stagnation |
| Au service des communes pour défendre la Seine-Saint-Denis        |                          |                          | 53    | 2,26  | 0      | en stagnation |
|                                                                   | Pierre-Marie Salle       | MC - VIA - REC - LR      | 31    | 1,32  | 0      | Nv            |
| Union pour le redressement de la France                           |                          |                          | 31    | 1,32  | 0      | Nv            |
|                                                                   | Natesho Aden             |                          | 19    | 0,81  | 0      | Nv            |
| Sénat pour tous : bataille pour une société des égaux             |                          |                          | 19    | 0,81  | 0      | Nv            |
|                                                                   | Géraldine Dauvergne      | GE - Volt                | 18    | 0,77  | 0      | Nv            |
| Respirer en Seine-Saint-Denis                                     |                          |                          | 18    | 0,77  | 0      | Nv            |
|                                                                   | Brahim Chiki             | PRV                      | 17    | 0,73  | 0      | Nv            |
| Réparer la République, défendre nos valeurs                       |                          |                          | 17    | 0,73  | 0      | Nv            |
|                                                                   |                          |                          |       |       |        |               |
| Suffrages exprimés                                                | Suffrages exprimés       | Suffrages exprimés       | 2 341 | 98,69 |        |               |
| Votes invalides                                                   | Votes invalides          | Votes invalides          | 12    | 0,51  |        |               |
| Votes blancs                                                      | Votes blancs             | Votes blancs             | 19    | 0,80  |        |               |
| Total                                                             | Total                    | Total                    | 2 372 | 100   | 6      | en stagnation |
| Abstentions                                                       | Abstentions              | Abstentions              | 46    | 1,90  |        |               |
| Inscrits / participation                                          | Inscrits / participation | Inscrits / participation | 2 419 | 98,10 |        |               |